# Rabdophaga albipennis
Rabdophaga albipennis (лат.) — вид двукрылых рода Rabdophaga из семейства Галлицы (Cecidomyiidae). Встречается в Европе. Вызывают образование галлов на ивах.

## Таксономия
Вид был впервые описан в 1850 году немецким энтомологом Фридрихом Германом Лёвом (1807—1879) под первоначальным названием Cecidomyia albipennis Loew, 1850. 

## Внешний вид галлов
Галл представляет собой небольшое вздутие на ветке чуть ниже почки  белой иве (Salix alba). Внутри галла находится красновато-оранжевая личинка, которая позже проделывает выходное отверстие в ветке или бутоне и зимует в галле.

## Распространение
Насекомое было обнаружено в Италии и Великобритании.